# Haploolophus
Callopistria là một chi bướm đêm thuộc họ Noctuidae.